# 227 Philosophia
Philosophia (asteroide 227) é um asteroide da cintura principal com um diâmetro de 87,31 quilómetros, a 2,5282112 UA. Possui uma excentricidade de 0,198223 e um período orbital de 2 045,21 dias (5,6 anos).
Philosophia tem uma velocidade orbital média de 16,77308256 km/s e uma inclinação de 9,14457º.
Este asteroide foi descoberto em 12 de Agosto de 1882 por Paul Henry.
Este asteroide recebeu este nome em homenagem a Filosofia.